# Hylaeus nivaliformis
Hylaeus nivaliformis är en biart som beskrevs av Dathe 1977. Hylaeus nivaliformis ingår i släktet citronbin, och familjen korttungebin. Inga underarter finns listade i Catalogue of Life.